# Islas Salvajes
Las islas Salvajes  (en portugués: Ilhas Selvagens) son un archipiélago del océano Atlántico situado a 165 kilómetros de Canarias y a 280 de Madeira, región autónoma de la que dependen políticamente como parte de Portugal.
Consta de dos grupos principales: el del norte y el del suroeste. En el del norte se encuentra la isla Mayor o Salvaje Grande (Selvagem Grande); esta, de forma aproximadamente rectangular, tiene kilómetro y medio de largo por kilómetro y medio de ancho, con costas muy escarpadas que dificultan su acceso. Por su parte, el grupo del suroeste está formado por dos islas pequeñas: la Salvaje Pequeña (Pitón Grande) y la Ilhéu de Fora (Pitón Pequeña), así como varios islotes. La distancia entre ambos grupos es de 15 kilómetros. La superficie total del archipiélago es de 2,73 km².

## Flora y fauna

Zonas marítimas según la convención de la ONU 1982, según su III Conferencia la ZEE no se aplica a peñones sin actividad económica e inhabitables.

Localización del archipiélago entre las islas Canarias y el archipiélago de Madeira.

Las islas Salvajes poseen más de 150 especies de plantas. Representan asimismo un valioso santuario ornitológico. Existen también especies únicas (endemismos) de caracoles y un reptil (Tarentola boettgeri bischoffi). Las islas tienen características desérticas. El naturalista francés Jacques Cousteau dijo que estas islas tenían las aguas más limpias y transparentes que jamás hubiese visto.

## Historia
Diogo Gomes de Sintra dijo haber descubierto casualmente las islas, que bautizó de Salvajes, en 1438, al regresar a Portugal desde Guinea. Sin embargo, algunos autores sostienen que se tenía constancia de la existencia de estas islas desde tiempos antiguos.[cita requerida] Durante todo el proceso de conquista de Canarias por parte de súbditos de la Corona de Castilla, los barcos castellanos no dejaron de visitar las islas Salvajes, pero sin dejar población por considerarlas inhabitables[cita requerida] (sin agua, con peligrosos arrecifes y suelo pedregoso) y de bajo valor económico y dieron por sentado que pertenecían al conjunto de Canarias, pero no se dejó constancia internacional de ello, al igual que tampoco lo había hecho Portugal hasta entonces. Las islas estuvieron deshabitadas a pesar de varias tentativas. Durante casi toda su historia, las islas fueron  propiedad privada de familias de Madeira, que allí cazaban, hasta que fueron compradas por el gobierno portugués, que en 1971 creó la Reserva Natural de las Islas Salvajes, parte del parque natural de Madeira, siendo una de las Reservas Naturales más antiguas de Portugal. La población se reduce a un grupo de guardias, pertenecientes al CVN (Cuerpo de Vigilantes de la Naturaleza) portugués, una familia portuguesa, la familia Zino conocidos como los "Guardianes de las Salvajes" y un retén de Fuzileiros navais.

## Estatus
Administrativamente, las islas forman parte de Madeira, dependiente de Portugal. Desde un punto de vista geológico, pertenecen a la región Macaronésica (del griego, "afortunadas"), formada por cinco archipiélagos de origen volcánico que de norte a sur son: Azores, Madeira, las propias Salvajes, Canarias y Cabo Verde, pertenecientes a la placa tectónica africana.
La situación geográfica de las Salvajes, más cerca de Canarias que de Madeira, llevó a algunos conflictos pasajeros entre Portugal y España a través de los tiempos. En 1881, España propuso a Portugal la construcción de un faro, pues las islas eran un peligro para la navegación hacia Canarias, pero esa construcción tardaría muchos años, lo que llevó a una propuesta de que España erigiese el faro a sus expensas (rechazada por Portugal) y a cuestiones sobre la soberanía de las islas levantadas por España. En 1938 fue emitido por la Comisión Permanente de Derecho Marítimo Internacional un dictamen en favor de Portugal, aunque España no tuvo la oportunidad de defender sus intereses debido a estar inmersa en la guerra civil española.
Desde la creación de la Reserva Natural de las Islas Salvajes en 1971, ha habido varios incidentes con pesqueros ilegales españoles y portugueses y con la administración del espacio aéreo. En 1976 unos pescadores canarios acudieron a las Salvajes y allí ondearon una bandera española, como iniciativa meramente personal y sin vinculación con Administración alguna. El 23 de junio de 2005 cuatro barcos de pesca españoles fueron capturados al sur de las islas, en la zona económica exclusiva que reclama Portugal, y lejos de las aguas territoriales de España. El 8 de julio de 2005 uno de los guardas portugueses y un biólogo se enfrentaron a pescadores españoles, que les amenazaban con armas. El 24 de septiembre de 1997 cazas españoles volaron sobre la reserva natural a baja altitud. El gobierno portugués mostró su disconformidad; en consecuencia el embajador español en Portugal pidió disculpas por las acciones. En junio de 2007 un avión del SAR español sobrevoló las islas a baja altitud, dando lugar a una nueva demostración de inconformidad por las autoridades portuguesas, puesto que se trata de una reserva natural donde está vedado el vuelo a baja altitud.
España no discute la soberanía portuguesa sobre las islas Salvajes, pero estima que, de acuerdo al Derecho Internacional del Mar en vigor, tales promontorios rocosos no dan derecho al cálculo de una Zona Económica Exclusiva o Plataforma Continental a partir de los mismos, aunque sí Mar Territorial”.

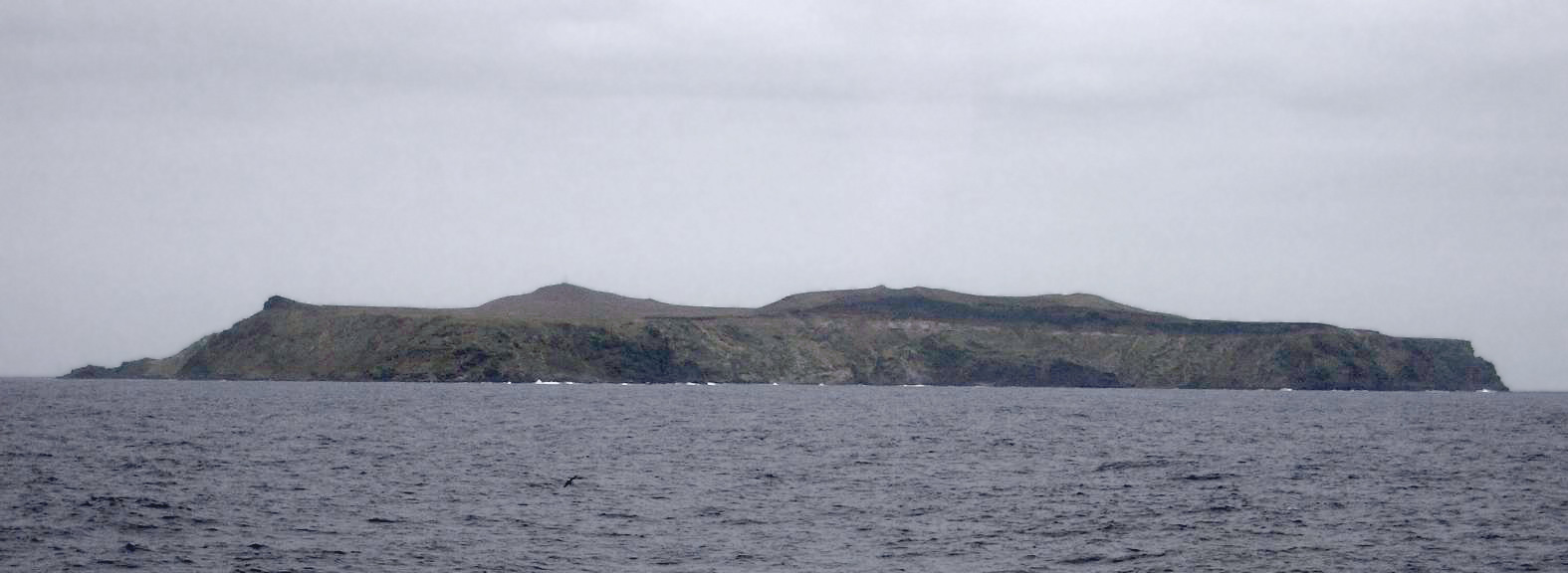
Salvaje Grande
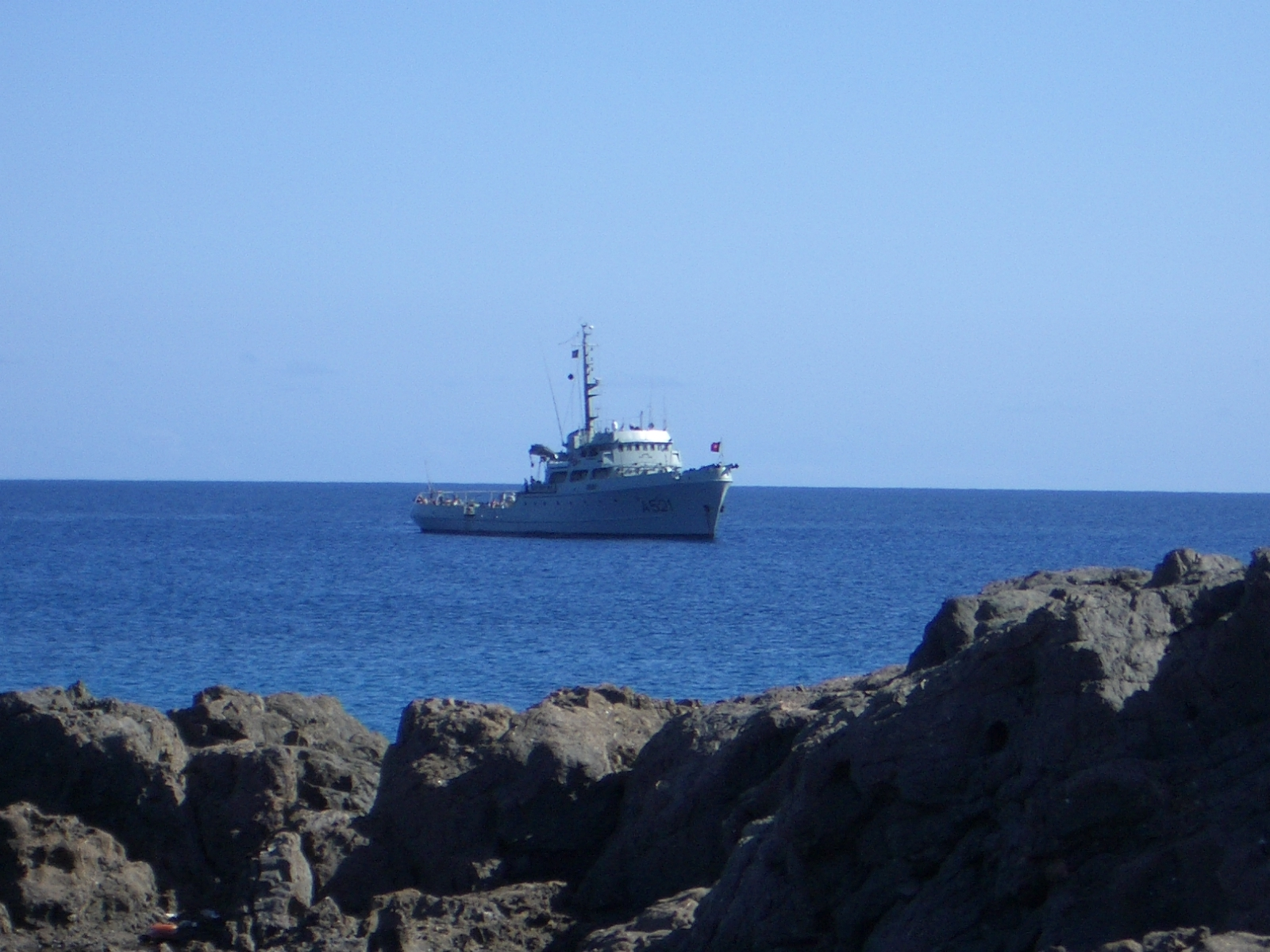
El NRP Schultz Xavier, de la Marina portuguesa, en las costas de la isla Salvaje Pequeña.
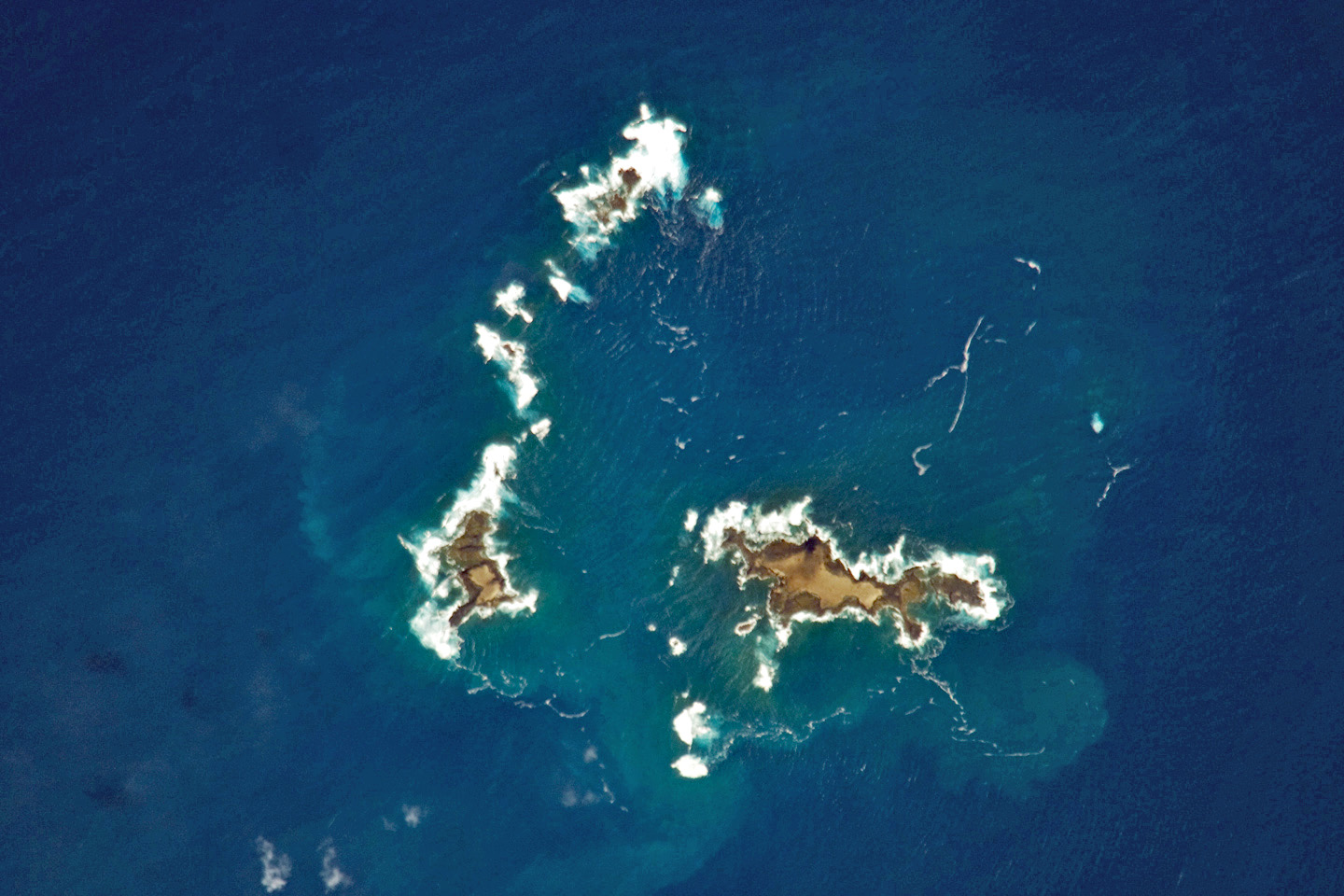
El grupo de las Salvajes.